# Кастијон се Сен Мартори
Кастијон се Сен Мартори (фр. Castillon-de-Saint-Martory) насеље је и општина у јужној Француској у региону Миди Пирене, у департману Горња Гарона која припада префектури Сен Годан.
По подацима из 2011. године у општини је живело 345 становника, а густина насељености је износила 31,42 становника/km². Општина се простире на површини од 10,98 km². Налази се на средњој надморској висини од 400 метара (максималној 488 m, а минималној 283 m).

## Демографија
| 1962. | 1968. | 1975. | 1982. | 1990. | 1999. | 2011. |
| ----- | ----- | ----- | ----- | ----- | ----- | ----- |
| 169   | 217   | 216   | 195   | 240   | 259   | 345   |

График промене броја становника у току последњих година